# Championnat du Pérou de football 1943
Navigation
Saison précédente Saison suivante
La saison 1943 du Championnat du Pérou de football est la quinzième édition du championnat de première division au Pérou. Les huit clubs participants sont regroupés au sein d'une poule unique où ils s'affrontent deux fois au cours de la saison, à domicile et à l'extérieur. À la fin de la compétition, le dernier du classement dispute un barrage de promotion-relégation face au champion de Segunda División, la deuxième division péruvienne.
C'est le Club Centro Deportivo Municipal qui remporte la compétition après avoir terminé en tête du classement final du championnat, avec cinq points d'avance sur un duo composé de l'Alianza Lima et du tenant du titre, Sport Boys. C'est le troisième titre de champion du Pérou de l'histoire du club.

## Les clubs participants
| - Alianza Lima - Sport Boys - Sucre FC - Universitario de Deportes | - Atlético Chalaco - Club Centro Deportivo Municipal - Sporting Tabaco - Centro Iqueño |

## Compétition
Le barème utilisé pour établir le classement est le suivant :
- Victoire : 2 points
- Match nul : 1 point
- Défaite, forfait ou abandon : 0 point

### Classement
| Rang | Équipe                          | Pts | J  | G | N | P  | Bp | Bc | Diff |
| ---- | ------------------------------- | --- | -- | - | - | -- | -- | -- | ---- |
| 1    | Club Centro Deportivo Municipal | 22  | 14 | 9 | 4 | 1  | 39 | 15 | +24  |
| 2    | Alianza Lima                    | 17  | 14 | 7 | 3 | 4  | 30 | 19 | +11  |
| 3    | Sport Boys (T)                  | 17  | 14 | 7 | 3 | 4  | 28 | 21 | +7   |
| 4    | Sporting Tabaco                 | 16  | 14 | 7 | 2 | 5  | 26 | 24 | +2   |
| 5    | Atlético Chalaco                | 12  | 14 | 4 | 4 | 6  | 23 | 24 | -1   |
| 6    | Universitario de Deportes       | 12  | 14 | 5 | 2 | 7  | 27 | 32 | -5   |
| 7    | Sucre FC                        | 11  | 14 | 2 | 7 | 5  | 22 | 25 | -3   |
| 8    | Centro Iqueño                   | 5   | 14 | 2 | 1 | 11 | 14 | 49 | -35  |

|  | Champion du Pérou 1943                           |
|  | Participation au barrage de promotion-relégation |
|  | (T) : Tenant du titre                            |

### Barrage de promotion-relégation
Le dernier du classement, Centro Iqueño dispute un barrage sous forme de matchs aller-retour, face au champion de Segunda Division, Telmo Carbajo.
| Équipe 1           | Résultat | Équipe 2           | Aller | Retour |
| ------------------ | -------- | ------------------ | ----- | ------ |
| Telmo Carbajo (D2) | 1 - 8    | (D1) Centro Iqueño | 1 - 4 | 0 - 4  |

- Centro Iqueño se maintient en Primera Division.

## Bilan de la saison
| Championnat du Pérou de football 1943 |                                            |
| Champion                              | Club Centro Deportivo Municipal (3e titre) |
| Promotions et relégations             |                                            |
| Promus en Primera División            | Aucun                                      |
| Relégués en Segunda División          | Aucun                                      |